# Wilde Tamarinde

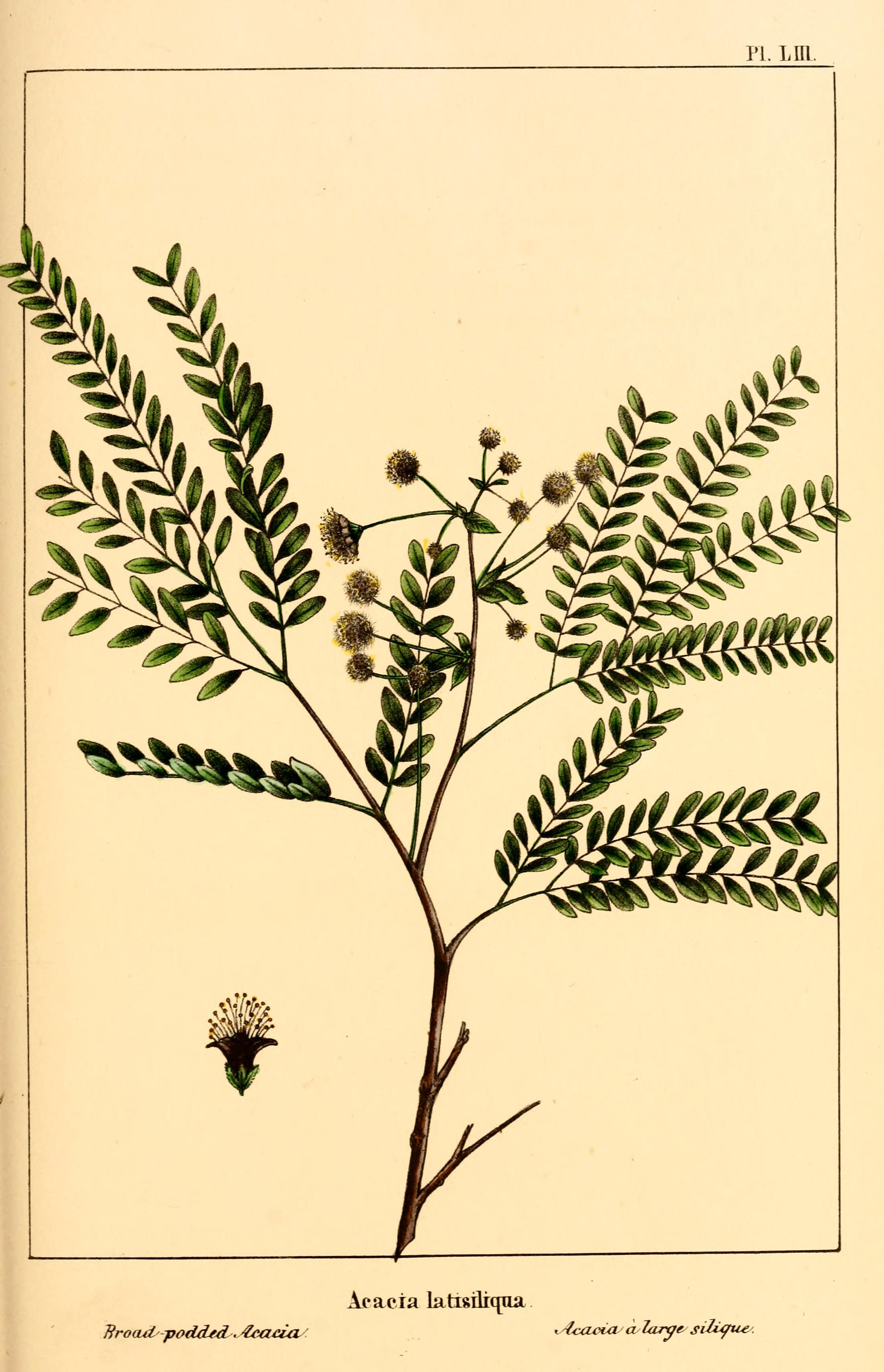
Illustration

Die Wilde Tamarinde (Lysiloma latisiliquum) ist eine Pflanzenart aus der Gattung Lysiloma innerhalb der Familie der Hülsenfrüchtler (Fabaceae). Das natürliche Verbreitungsgebiet liegt im karibischen Raum und Florida. Der Name „Wilde Tamarinde“ wird z. T. auch für andere Arten der Mimosengewächse verwendet.

## Beschreibung und Ökologie

### Erscheinungsbild, Rinde, Holz und Blatt
Die Wilde Tamarinde wächst als mittelgroßer bis großer Baum mit Wuchshöhen von meist 12, selten bis zu 20 Metern bei Stammdurchmessern von 0,6 bis 0,9 Metern, selten bis über 1,5 Metern. Die Stämme wachsen oft etwas im Zickzack. Die sich weit wölbenden, überlappenden Äste bilden eine breite, flache Baumkrone. An offenen Standorten werden kurze, aufrechte bis sich etwas neigende Stämme und ausgebreitete, schirmähnliche Baumkronen gebildet. Mit dem Alter wird die Baumkrone immer offener. Bei dichten Beständen ist der Stamm länger, die Äste beginnen erst in größeren Stammhöhen und die Baumkrone wird dann konisch.
Die Rinde an den Zweigen ist anfangs hell rötlich-braun, mit den Jahren etwas heller. Bei jungen Bäumen ist die Borke glatt, hellgrau mit einer rosafarbenen Tönung. Die dünne bis mitteldicke Borke wird später dunkelbraun bis gräulich. An älteren Bäumen schuppt, blättert die rissige Borke in großen, tellerförmigen Stücken ab. Obwohl die Wilde Tamarinde relativ schnell wächst, bildet sie ein hartes Holz aus und kann auch starken Winden widerstehen. Es sind Wachstumsringe im Holz erkennbar, die aber keine Jahresringe zu sein scheinen.
Im nördlichen Verbreitungsgebiet ist Lysiloma latisiliquum laubabwerfend, nach Süden hin halbimmergrün, und die südlichsten Vorkommen sind immergrün. Meist liegt der Laubfall vor dem Neuaustrieb im Spätfrühling, aber manchmal überlappt das auch zeitlich etwas.
Die wechselständig an den Zweigen angeordneten, 10 bis 18 Zentimeter langen sowie 10 bis 13 Zentimeter breiten Laubblätter sind in Blattstiel und -spreite gegliedert. Die doppelt paarig gefiederte Blattspreite besitzt selten zwei, meist drei bis fünf Paare gegenständiger Fiedern erster Ordnung. Die Fiedern erster Ordnung besitzen jeweils etwa 24 bis 60 gegenständige Fiederblättchen. Die sitzenden bis kurz gestielten, einfachen und ganzrandigen Blättchen sind bei einer Länge von etwa 1,25 Zentimetern und einer Breite von etwa 0,5 Zentimetern elliptisch bis länglich und stumpf mit ganzem Rand. Die Blättchenoberseite ist dunkelgrün, die -unterseite heller. Es sind relativ große, eiförmige und meist abfallende Nebenblätter vorhanden. Oben am Blattstiel und am Ansatz der Fiederpaare können Drüsen ausgebildet sein.

### Blütenstand und Blüte
Die Blütezeit liegt in Florida im Frühling und Sommer. In den Blattachseln junger Zweige stehen einzeln oder zu mehreren auf etwa vier Zentimeter langen Blütenstandsschäften die bei einem Durchmesser von etwa 1,5 Zentimetern kugeligen, köpfchenförmigen Blütenstände. Im Blütenstand stehen viele Blüten über jeweils einem Tragblatt.
Die zwittrigen, weißen bis cremeweißen und sitzenden Blüten sind radiärsymmetrisch und fünfzählig mit doppelter Blütenhülle. Die fünf kleinen Kelchblätter sind kurz glockenförmig verwachsen mit kurzen Zipfeln. Die fünf rötlichen, etwa doppelt so langen Kronblätter sind kurz glockenförmig verwachsen mit kurzen Zipfeln. Hauptschauorgane der Blüten sind die 15 bis 20 weißen, langen Staubblätter, deren Staubfäden im unteren Teil röhrig verwachsen sind. Die Staubblätter sind etwa doppelt bis viermal so lang wie die Blütenkrone. Jede Blüte enthält nur ein oberständiges Fruchtblatt mit langem, schlanken Griffel. Die schwach duftenden Blüten werden von Bienen besucht, aber über die Bestäubung sind keine Details bekannt.

### Frucht und Samen
Die Hülsenfrucht ist bei einer Länge von 13 bis 20 Zentimetern sowie einer Breite von 2,5 bis 3 Zentimetern relativ lang und flach, dünn. Sie verdreht sich etwas während ihrer Entwicklung. Die anfangs grüne Hülsenfrucht verfärbt sich später dunkelbraun und ist bei der Reife durch abfallendes Gewebe hell gefleckt. Die Hülsenfrüchte verbleiben den Winter über am Baum und öffnen sich meist erst während der nächsten Blütezeit (Wintersteher). Die Hülsenfrüchte enthalten fünf bis zehn Samen. Nur ein Teil der Samen wird reif, denn der Käfer Merobruchus lysilomae frisst die Samen und hinterlässt kleine Ausfluglöcher in den Hülsenfrüchten. Die flachen und elliptischen, bis etwa 1,3 Zentimeter langen Samen sind dunkelbraun, glänzend. Die Früchte der Wilden Tamarinde sind, anders als bei der Indischen Tamarinde (Tamarindus indica), für den Menschen nicht essbar.

### Chromosomenzahl
Die Chromosomenzahl beträgt 2n = 26.

## Vorkommen
Lysiloma latisiliquum kommt im südlichsten Teil Floridas, auf der Halbinsel Yucatán, in Belize sowie Guatemala und auf den karibischen Inseln Kuba, Hispaniola, Puerto Rico, Turks- und Caicosinseln sowie auf den Bahamas vor.
Die natürlichen Bestände von Lysiloma latisiliquum gedeihen in flachgründigen, neutralen bis schwach alkalischen Böden, die sich über Kalkstein bilden.
Lysiloma latisiliquum gedeiht in trockenen, immergrünen Lorbeerwäldern, Buschland und Kiefern-Waldland sowie auf anthropogen gestörten Flächen. Es handelt sich um eine schnellwachsende Pionierpflanze. Die Sämlinge entwickeln sich auf offenen, sonnigen Standorten. Sie entwickeln sich schnell zu Schattenbäumen, unter denen sich andere Arten ansiedeln können. Anders als andere Hartholz-Arten überstehen sie keine Waldbrände.

## Synonyme
Synonyme für Lysiloma latisiliquum (L.) Benth. sind: Acacia bahamensis (Benth.) Griseb., Acacia latisiliqua (L.) Willd., Leucaena latisiliqua (L.) Gillis, Lysiloma bahamense Benth., Mimosa latisiliqua L.

## Nutzung
Das beständige Holz der Wilden Tamarinde ist recht schwer, hart und mit feiner Textur. Es ist bekannt als Tzalam, Karibische oder Mexikanische Walnuss. Das Kernholz ist tief dunkelbraun, wogegen das Splintholz fast weiß ist. Das Holz wird gelegentlich zum Schiff- und Bootsbau verwendet.